# Вечный зов (телесериал)
«Ве́чный зов» — цикл из двух многосерийных телефильмов, снятых на киностудии «Мосфильм» по заказу Центрального телевидения в период между 1973 и 1983 годами режиссёрами Владимиром Краснопольским и Валерием Усковым по сценарию Анатолия Иванова и Константина Исаева  по мотивам одноимённого романа Анатолия Иванова.
Время действия фильма — с 1906 по 1961 год. В фильме показана история трёх поколений жителей деревни Михайловка Шантарского района Новосибирской области, которые проходят через русско-японскую и Первую мировую войны, Октябрьскую революцию, Гражданскую войну, коллективизацию и период репрессий, Великую Отечественную войну и послевоенное время.
В 1979 году автор сценария Анатолий Иванов, режиссёры Владимир Краснопольский и Валерий Усков, операторы Пётр Емельянов и Владимир Минаев, художник Николай Маркин, исполнители главных ролей, актёры Николай Иванов, Вадим Спиридонов, Тамара Дегтярёва, Пётр Вельяминов, Иван Лапиков и Владлен Бирюков, за участие в создании первого фильма (1—12 серии, 1973—1977 годы) были удостоены Государственной премии СССР в области литературы, искусства и архитектуры.

## Производство и показ

### Места съёмок
Съёмки проходили на территории Башкирской АССР, в нескольких деревнях Дуванского района: Тастуба (дом Кафтанова — бывшее здание правления колхоза «Искра»), Елабуга (ныне нежилая, начало 1-й серии), Ярославка (колхозная контора), Трубкино, Узян, Калмаш, Бурцевка, на фоне скалы Сабакай на реке Юрюзань (в фильме её называют Звенигорой), а также Белорецке. В селе Никольское Одинцовского района Московской области снимали разведцентр абвера и бегство Лахновского. 

### Показ фильма
Телепремьера первых шести серий состоялась 2-4 и 8-10 июня 1976 года. Эти серии были повторены 7, 8, 10, 11, 13, 15 января 1978 года, а затем, в продолжение, 16-21 января 1978 года были показаны следующие серии с 7-й по 12-ю. В 1980 году, по многочисленным просьбам телезрителей, фильм первый был повторно показан 6 января — 30 марта (каждая серия по воскресеньям).
11-20 мая 1983 года были показаны 7 серий 2-го фильма. 28 августа - 28 сентября 1984 года были показаны все серии обоих фильмов.
В марте 1991 года фильм был показан по Образовательной программе, а с 1 по 30 июня 1995 года — по ОРТ. В 1996 году режиссёры фильма перемонтировали картину под новый телестандарт, отреставрировав её и восстановив эпизоды, ранее вырезанные.

## Сюжет

### Фильм первый

#### 1 серия — «Старший брат»
1906 год. С Японской войны домой в сибирскую деревню Михайловку возвращаются двое односельчан: Демьян Инютин и Панкрат Назаров. Один вернулся без ноги, другой — с пулей в лёгких. Демьян предлагает свои услуги в качестве управляющего местному богатею Михаилу Лукичу Кафтанову. Демьян жёстко притесняет своих односельчан и скоро становится правой рукой Кафтанова.
В семье бедного крестьянина Силантия Савельева растут три сына: Антон, Фёдор и Иван. Старший Антон подаётся на заработки в Ново-Николаевск, и там его привлекают к подпольной работе в РСДРП. В результате облавы Антона арестовывают, и он попадает на допрос к следователю Охранного отделения Лахновскому, который предлагает Антону выдать подпольщиков, но, не добившись этого, передаёт его палачу Косоротову. Тем не менее даже под пытками Антон не ломается. Выдерживает пытки и подпольщик Иван Михайлович Субботин. А вот купеческого сына — гимназиста Петра Полипова — Лахновский склоняет к предательству.

#### 2 серия — «Ночь перед рассветом»
1914 год. Иван Савельев, который служит конюхом у Кафтанова, влюбляется в его дочь Анну. Впрочем, его брат Фёдор, желая породниться с богачом Кафтановым, тоже имеет виды на Анну. С фронта возвращается Поликарп Кружилин.
В городе сбежавший с каторги Антон Савельев женится на Лизе; на свадьбе присутствует и влюблённый в Лизу Полипов. Полипов сообщает Антону адрес явочной квартиры, на которой Антона арестовывают. Тот совершает побег. Следователь Лахновский убеждает Полипова снова выдать Антона. Антона вновь арестовывают.
На заимке Кафтанова работают Силантий Савельев с сыном Фёдором. Подросток Фёдор с завистью наблюдает разгульную жизнь Кафтанова на заимке. Во время напряжённого разговора сына с отцом на заимке появляется Антон, снова сбежавший из тюрьмы.

#### 3 серия — «В чём твоя вера?..»
Наутро Фёдор замечает на заимке следы Демьяна Инютина и понимает, что тот выслеживает Антона. Антон уходит из дома и скрывается в горах. Когда Фёдор несёт брату еду, его выслеживает Демьян с солдатами. Они настигают Фёдора, и Демьян угрожает убить его. Тогда Антон, наблюдающий за этим из укрытия, сдаётся сам, и его снова арестовывают.
Инютин, вынашивая идею женить своего сына Кирьяна на дочери Кафтанова Анне, вынуждает Фёдора «испортить» дочь деревенской повитухи Анфису, в которую влюблён Кирьян. Анфиса влюбляется в Фёдора по-настоящему и через некоторое время заявляет ему, что она беременна от него.
Кирьян, узнав, что Анфиса изменила ему с Фёдором, сообщает о том Ивану, и они вместе пытаются избить Фёдора, но тот сильнее их обоих, и драка кончается не в пользу Ивана и Кирьяна.
Фёдор встречает Анну, которая тоже давно неравнодушна к нему, во дворе её дома и заявляет, что влюблён в неё. В то же время Анна, из деревенских сплетен зная о связи Фёдора с Анфисой, сначала опасается его, но затем поддаётся уговорам и тоже признаётся в своей любви.
В дом Поликарпа Кружилина заявляется Кафтанов и начинает с ним разговор о политике и перспективах развития событий в России. «Чего тебе надо? — спрашивает Кафтанов. — В чём твоя вера?» Поликарп ему отвечает: «Да в людей, Михал Лукич. Кого ты грязью считаешь». «... , вся земля кровью умоется», говорит «враг труда» Кафтанов. «Мы своей <крови> не пожалеем», отвечает Кружилин от имени трудового народа.
До деревни доходит известие об отречении царя от престола. Об этом первым узнаёт Кафтанов, который привозит эту весть из уездного города Шантары. Кафтанов рассказывает об этом Демьяну Инютину и говорит, что в России — революция. Он рассчитывает, что в местную глушь весть о революции придёт не так скоро, и они что-то смогут предпринять за это время, а там всё и урегулируется.
Демьян, в свою очередь, сообщает Кафтанову о связи Анны с Фёдором. Кафтанов, по совету Демьяна, сам наблюдает свидание Анны с Фёдором зимним вечером. Анна готова выйти за Фёдора замуж даже без благословения отца. Кафтанов, услышав это, с криком «Благословляю!» стегает Фёдора кнутом, а затем приказывает Демьяну спустить на Фёдора собак, которые его рвут. Фёдора от собак спасает Поликарп, который приказывает убрать собак и убивает одну из них из ружья.

#### 4 серия — «Мятеж»
1918 год. В Сибири зреет белогвардейский мятеж. Одним из организаторов мятежа в Ново-Николаевске является Лахновский.
Кафтанов, собравший отряд бандитов, совершает нападения на деревни вокруг Шантары. Анфиса, прибежавшая в Михайловку из другой деревни, сообщает, что Кафтанов убил в той деревне председателя сельсовета и его беременную жену, а теперь вместе с отрядом направляется сюда, чтобы уничтожить председателя сельсовета Панкрата Назарова и его семью, а также председателя волисполкома Поликарпа Кружилина и его помощника Якова Алейникова. Анна, пробравшись в полуразрушенную избу, где прячутся Кружилин, Алейников, Назаровы и Анфиса, уводит семью Панкрата к себе и прячет их в своём доме. Анфиса уговаривает Кирьяна, который находится здесь же, чтобы он помог спрятаться Кружилину, Алейникову и ей в доме Инютиных. Кирьян сначала отказывается, но затем, поддаваясь уговорам Анфисы, соглашается. Ворвавшись в дом Инютина, Кружилин и Алейников обезоруживают Демьяна и затаскивают его вместе с собой в погреб, держа его там под прицелом. Кафтанову, пришедшему к Инютину, Кирьян говорит, что Демьян, увидев кого-то во дворе, погнался за ним. После ухода Кафтанова Поликарп и Алейников благополучно скрываются.
На следующее утро Фёдора, отказавшегося указать, где скрывались беглецы, Кафтанов приказывает жестоко высечь на глазах его брата Ивана, который находится в отряде Кафтанова.
В Ново-Николаевск, перед самым началом мятежа, из Томска приезжает Антон, Лиза с маленьким сыном собирается встречать его на вокзале. В городе уже вовсю орудуют белогвардейские мятежники, захватывают органы власти и арестовывают их руководителей и большевиков. Полипов приходит домой к Лизе и просит её не ходить на вокзал, но Лиза не слушается его и отправляется вместе с сыном встречать мужа. Во время встречи на вокзале Антона с женой и сыном арестовывает Лахновский, который уже работает на мятежников в качестве следователя.
Пётр Полипов приходит в дом к Лахновскому, где тот представляет ему свою жену и дочь Полину. Полипов напоминает Лахновскому, что тот обещал ему не трогать Лизу Савельеву и её маленького сына. Лахновский отвечает, что Антон не хочет давать нужные показания, поэтому он вынужден использовать жену и сына для оказания на него давления. Затем Лахновский предлагает Полипову в камере выведать у Антона нужные сведения. Получив молчаливое согласие Полипова, Лахновский приказывает взять Полипова под арест, избить его и подсадить в камеру к Антону.
На допросе Лахновский требует от Антона, чтобы он указал, где могут скрываться руководители Томского большевистского подполья. Антон вновь отказывается отвечать на вопросы, и Лахновский приказывает на его глазах истязать его жену и сына. Даже подсаженный Лахновским в камеру к Антону Пётр Полипов — осведомитель и провокатор — ничего не смог выведать у Антона. Видя, как истязают жену Антона Лизу, в которую Пётр влюблён, и её маленького сына, Полипов пытается что-то сказать, но Антон приказывает ему молчать.
Лахновский приказывает расстрелять Антона, однако по пути к месту расстрела один из конвоиров, подкупленный большой суммой денег большевиками, которые ушли в подполье, помогает ему бежать. Товарищи помогают Антону вернуться в Томск. Субботин при этом говорит, что о жене, которая в тюрьме получила расстройство психики, и о сыне Антона здесь позаботятся.
Партизанский отряд, организованный Кружилиным и Назаровым, преследуют белогвардейские каратели. В отряде находятся Фёдор с Анной и Кирьян с Анфисой. С помощью Силантия Савельева отряду партизан удаётся скрыться в неприступном ущелье, вход в которое можно удерживать малыми силами. Из ущелья отряд выйти не может, так как белогвардейцы охраняют выход из него. Полковник Зубов, командир полка, преследующего партизан, приказывает расстрелять Панкрата Назарова, захваченного в плен. Кафтанов передаёт приказ о расстреле Панкрата Ивану Савельеву. Кафтанов предлагает полковнику Зубову, с которым вместе находится его несовершеннолетний сын Петя, провести время и отдохнуть на его заимке. В это время к Зубову приводят Силантия Савельева, который указал дорогу партизанам в каменное убежище, и его жену Устинью. Полковник Зубов приказывает повесить обоих.

#### 5 серия — «В каменном мешке»
Выход из ущелья, где скрылись партизаны, перекрыт белогвардейцами. Иван, которому Кафтанов приказывает исполнить приказ полковника Зубова о расстреле захваченного в плен Панкрата Назарова, отпускает односельчанина. Панкрат зовёт Ивана пойти с ним к партизанам. В то же время Иван, который опасается, что его убьёт родной брат Фёдор из-за того, что пошёл в банду в надежде, что Кафтанов отдаст ему в жёны дочь Анну, отказывается. Перед уходом Панкрата Иван спрашивает у него, живут ли Анна и Фёдор как муж с женой. Панкрат отвечает, что этого не замечено, но любовь между Анной и Фёдором есть.
По приказу белогвардейского полковника Зубова должны быть повешены отец и мать Савельевых за то, что Силантий помог партизанам скрыться. Иван умоляет полковника Зубова помиловать его родителей, но полковник непреклонен: казнь должна состояться немедленно. Демьян Инютин заманивает Ивана в сарай, оглушает его и запирает.
В последний момент Зубов приказывает помиловать мать, однако в отношении отца приказ о казни остаётся в силе. Казнь наблюдает Яков Алейников, которого партизаны спустили на вожжах ночью с кручи для разведки. Иван, выбравшийся из сарая, приезжает в Михайловку, когда казнь уже состоялась.
Алейников возвращается в отряд тем же путём, что и выбрался, рассказывает о состоявшейся казни Силантия, а также о том, что таким же путём можно спустить достаточное количество бойцов, чтобы перебить охрану у входа в ущелье и совершить нападение на заимку Кафтанова, где находятся полковник Зубов с небольшой охраной и сам Кафтанов. Затем можно напасть на полк Зубова, который расположился в Михайловке. Фёдор, узнав о казни отца, мечтает добраться до Ваньки и отомстить ему.
Партизанам удаётся по верёвкам спуститься с кручи в стороне от неприступного входа в ущелье, перебить охрану у входа в ущелье и внезапно напасть на отряд белых на заимке. К ним присоединяется Панкрат Назаров, отпущенный Иваном. В бою на заимке Кафтанова в схватку с полковником Зубовым вступает Алейников, однако полковник более искусен в бою на шашках, он тяжело ранит Якова, разрубив ему лицо. В схватку вступает Фёдор, который убивает полковника и хочет убить его несовершеннолетнего сына Петю, однако мальчика закрывает своим телом Иван, который выталкивает сына Зубова из дома и следом за ним выбирается сам. Кафтанову с частью банды, а также Ивану с сыном полковника Зубова удаётся бежать и укрыться. При этом Кафтанов захватывает ворвавшуюся в дом Анну и увозит её с собой.
На другой своей заимке Кафтанов предлагает Ивану взять Анну в жёны, но Иван отказывается насильно овладеть Анной. Тогда Кафтанов велит Косоротову обесчестить собственную дочь за связь с партизанами. Иван убивает Демьяна Инютина и Кафтанова, а поруганную Анну приводит к партизанам.

#### 6 серия — «Возвращение»
1925 год. Ивана, отбывшего наказание за пребывание в банде Кафтанова, выпускают на свободу. После выхода из лагеря Иван знакомится с Агатой. Их случайной встрече суждено перерасти в любовь и семью.
Анфиса вышла замуж за Кирьяна. Находясь на свадебном пиршестве Кирьяна и Анфисы, Фёдор предлагает Анне тоже выйти за него замуж, но Анна поначалу отказывается: она никак не может забыть своего позора, устроенного ей её отцом. Впрочем, впоследствии Анна соглашается и выходит замуж за Фёдора.
Анфиса по-прежнему остаётся любовницей Фёдора. Кирьян узнаёт об этом, это доставляет ему немалые страдания.
Иван и Агата после женитьбы едут в Михайловку.
В Михайловке идут дебаты о новой форме хозяйствования — колхозах. После долгих обсуждений в Михайловке организуется колхоз.
В лесах бродят банды, одну из которых возглавляет Лахновский. Вместе с ним в банде сын полковника Зубова Пётр, сын Кафтанова Макар и бывший тюремный надзиратель и пособник Кафтанова Косоротов. Они жгут сёла, пытаясь расправиться с коммунарами.
Как раз в тот вечер, когда в Михайловке проводится колхозное собрание, банда совершает нападение на деревню, сжигает дома и убивает людей. Яков Алейников, бывший красный партизан, ставший теперь сотрудником ОГПУ (позже НКВД), после отступления бандитов обещает Кружилину поймать Лахновского.
Возвращение Ивана с женой Агатой в Михайловку происходит как раз после погрома, который устроила банда Лахновского. Его встречают ненавидящие взгляды односельчан. Тем не менее Панкрат Назаров встречает Ивана по-доброму и позволяет тому остаться в деревне в полуразрушенном отцовском доме.
Кружилин обращает внимание, что с Фёдором Савельевым, который теперь работает начальником почты в Шантаре, происходит что-то неладное: работу почты тот развалил, при этом вместе с другими добровольцами не поехал уничтожать банду Лахновского. Поликарп в открытую говорит Фёдору, что он знает о его связи с женой Кирьяна Инютина, и требует прекратить эту связь. Фёдор в ответ просит освободить его от должности начальника почты: он решил вернуться в Михайловку. Вместе с собой Фёдор увозит в Михайловку и Кирьяна с Анфисой.
Вернувшись в Михайловку, Фёдор, назначенный начальником здешнего отделения «Заготскота», выгоняет Ивана с женой из отцовского дома и занимает его со своей семьёй. Панкрат Назаров пытается урезонить Фёдора и вразумить его, однако тот стоит на своём. Кроме того, Анне он заявляет, что знает о том, что она вышла за него замуж не девственницей, и уверен, что первый их сын не от него, а от Ивана. Анна пытается убедить Фёдора, что это не так, однако не может сознаться, кто поругал её честь.
По деревне идут сплетни о любовной связи Фёдора с Анфисой. Кирьян, видя и слыша всё это, постепенно спивается.
Иван вынужден ютиться с Агатой и родившимся ребёнком в землянке. К ним заявляется Фёдор и требует, чтобы Иван с семьёй уехал из Михайловки, а затем устраивает драку с Иваном и рвёт на нём ветхую одежду. Агата защищает мужа, набрасывается на Фёдора, срывает с него пиджак и уносит с собой. Фёдор предупреждает Ивана, чтобы он никогда не встречался ни с его сыном Сёмкой, ни с Анной. Иван в глаза говорит Фёдору, что он тоже знает о его связи с Анфисой. В ответ на это, как начальник отделения «Заготскота» в Михайловке, Фёдор увольняет Ивана с должности пастуха.
Агата предлагает Ивану исполнить требование Фёдора и уехать из деревни, однако Иван не хочет покидать родную деревню.
Идёт 1933 год. Иван приходит к Панкрату, который стал председателем колхоза, и просит принять его с семьёй в колхоз. Панкрат говорит Ивану, что Яков Алейников предупредил его, что он против приёма Ивана в колхоз: Алейников до сих пор не верит, что Иван вовсе не враг, а честный человек. Панкрат обещает Ивану принять его в колхоз после окончания зимы.
Якову Алейникову удаётся захватить и арестовать Лахновского и сына полковника Зубова — Петра. Их по приказу Поликарпа Кружилина отправляют в Новосибирск — бывший Новониколаевск. Яков говорит Поликарпу, что помощника Лахновского Косоротова с его подручными схватить не удалось, и он где-то скрывается. Алейников отправляется на его поиски.
Сын Кафтанова Макар собирается с помощником совершить вооружённый разбой и «взять» магазин. Макар берёт у Косоротова револьвер. Косоротов теперь живёт под другой фамилией — Огородников, а также удочерил девочку Машу.
Иван в Михайловке в первый раз встречается с сыном Фёдора Сёмкой и его подругой Верой Инютиной, дочерью Кирьяна и Анфисы.
После окончания зимы проводится колхозное собрание, на котором обсуждается вопрос о приёме Ивана и его семьи в колхоз. Бывшая любовница Кафтанова — Лушка Кашкарова — вспоминает, как Иван когда-то забрал у неё самогон для Кафтанова и замахивался на неё плетью. Тем не менее колхозное собрание не считает это существенным и принимает Ивана в колхоз. За результатами голосования с явным неудовольствием наблюдает Фёдор, который тоже присутствует на собрании.

#### 7 серия — «На своей земле»
Яков Алейников, узнав, что Панкрат Назаров принял Ивана в колхоз, приезжает в Михайловку и напоминает ему о своём предупреждении, чтобы тот не принимал Ивана в колхозники. Он требует объяснений с Панкрата, и тот говорит, что ему нужны рабочие руки для работы в колхозе.
Этот разговор слышит Фёдор, находящийся у Панкрата в правлении, и берёт этот момент на заметку.
После разговора с Назаровым Алейников докладывает о приёме Ивана Савельева в колхоз членам бюро райкома и Кружилину. Кружилин говорит, что это он разрешил принять Ивана в колхоз. Алейников стоит на своём и считает Ивана врагом. Кружилин говорит Алейникову, что тот нарушает революционную законность, однако Алейников не прислушивается к этому и уходит из райкома.
Полипов возвращается с Урала в обком партии и в телефонном разговоре просит Кружилина увеличить сбор продовольствия в пользу голодающего Поволжья.
Дома у Полипова, бывшего провокатора, а ныне партийного руководителя, совершенно неожиданно появляется Полина (дочь якобы расстрелянного Лахновского, которую Полипов впервые увидел дома у Лахновского в дни белогвардейского мятежа) и сообщает, что её отец на самом деле жив. Полипова эта новость совершенно не радует — он считал Лахновского расстрелянным и рассчитывает, что о его деятельности осведомителя охранки и белогвардейской контрразведки никто не узнает. После этого сообщения Полина признаётся Полипову в любви. Полипов вспоминает, как он предавал Антона и других большевиков. Полина оказывается в постели Полипова, а затем заявляет, что готова стать женой Петра. Тот опасается, что если узнают, что он женат на дочери Лахновского, его партийной карьере наступит конец, однако Полина успокаивает его тем, что она уже была замужем и у неё другая фамилия.
В Михайловку привозят новый кинофильм и киножурнал. Панкрат даёт указание счетоводу колхоза оплатить киносеанс для всех колхозников из колхозной кассы. Все колхозники собираются в клубе и видят на экране в киножурнале своего земляка Антона Савельева, ставшего руководителем крупного тракторного завода. Фёдор и Иван вместе с сельчанами видят на экране брата.
Иван встречается с Анной у реки, куда он привёл поить колхозных лошадей. Сёмка, сын Фёдора и Анны, помогает ему напоить лошадей. Иван спрашивает Анну, как она живёт, и Анна грустно отвечает ему, что живёт хорошо, хотя по ней видно, что это совсем не так.
Фёдор получил от Антона письмо, в котором старший брат просит его жить с Иваном дружно. Между Фёдором и Анной происходит очередная ссора, в которой Анна говорит, что Фёдор и мизинца Ивана не стоит.
Фёдор решает снова испортить Ивану жизнь. Он убеждает Кирьяна увести колхозных коней и продать их цыганам, а затем оговорить Ивана, обвинив того в краже. За это он обещает оставить Анфису в покое. Кирьян соглашается, надеясь, что Фёдор выполнит своё обещание прекратить связь с Анфисой.
Алейников приезжает на колхозные поля, где работают все колхозники, и прилюдно арестовывает Ивана по ложному обвинению Кирьяна Инютина в краже колхозных коней. Колхозник Аркашка Молчун пытается рассказать, что это именно Кирьян увёл колхозных коней к цыганам. Алейников считает, что Молчун по сговору с Иваном покрывает его, и увозит с собой и Ивана, и Аркашку Молчуна.
Назаров докладывает о случившемся аресте Ивана Кружилину, и тот вызывает Алейникова в райком. Члены бюро пытаются вразумить Алейникова, разъяснить, что он нарушает социалистическую законность. Алейников стоит на своём, заявляет, что члены райкома потеряли политическую бдительность. Кружилин приказывает Алейникову выпустить Ивана и Молчуна, однако Алейников отказывается это сделать и уходит из райкома.
Фёдор, вернувшийся с Инютиным из Шантары, ничего не хочет рассказывать, но подвыпивший Кирьян говорит, что его — Кирьяна — никто не смог оговорить, а Ивана повезли на суд в Новосибирск.
Иван и Аркадий Молчун получили длительные сроки заключения. Панкрат Назаров утешает Агату, говорит, что он не верит в виновность Ивана, а самой Агате теперь нужно жить и не сердиться на людей, отворачиваться от людей ей нельзя.
Сёмка Савельев, сын Фёдора и Анны, рассказывает дома о разговорах односельчан, считающих, что именно Фёдор засадил Ивана в тюрьму. После этого разговора Фёдор решает поехать в Шантару работать в МТС, и велит Анне собираться. Он зовёт с собой и Кирьяна, заявляя, что теперь тому в Михайловке жизни не будет, потому что он помог посадить Ивана в тюрьму. Впрочем, Фёдору на самом деле нужна Анфиса, а не безопасность Кирьяна. Кирьян требует от Фёдора, чтобы он оставил Анфису, говорит Фёдору, что именно Фёдор засадил Ивана в тюрьму, что сам Кирьян действовал по его указке. Кирьян соглашается уехать из Михайловки вместе с Анфисой следом за Фёдором.
К Алейникову в НКВД приходят члены бюро райкома с проверкой. Они просят показать им дела и материалы, находящиеся в производстве. Алейников звонит Кружилину и заявляет ему, что никаких дел и материалов он комиссии не даст. Кружилин обещает доложить о поведении Алейникова в обкоме партии и в областном управлении НКВД.
В областном центре Кружилина много часов держат в НКВД, допрашивают о семье Савельевых. В это время входит Алейников, Кружилин прямо говорит ему, что именно Алейников устроил ему через следователя областного управления НКВД этот издевательский допрос, и обещает вынести вопрос на бюро райкома. У Алейникова возникают первые сомнения, правильно ли он действовал в ситуации с Иваном.
Кружилин в обкоме просит Субботина разъяснить, почему с ним так обошлись в НКВД, однако Субботин ничего не может ему разъяснить, так как сам не может понять, почему в стране творится такое.
Вернувшись в район, Кружилин вновь встречается с Панкратом Назаровым у каменного брода, через который они спасались от белогвардейских карателей. Панкрат спрашивает об Иване, он говорит, что Иван не виноват, его в действительности засадил в тюрьму Фёдор. Кружилин и Панкрат не могут понять, почему Фёдор поступил с братом именно так. Панкрат говорит, что он хочет поставить Агату бригадиром или направить её на молочную ферму, но Кружилин говорит, что ничего сейчас с Агатой делать не надо.
Фёдор с семьёй уезжает в Шантару. Панкрат, встретив его у ворот дома готовым к отъезду, говорит, что это хорошо, что он уезжает из Михайловки.

#### 8 серия — «Испытание»
Агата едет к Антону в Харьков, чтобы рассказать о трагической судьбе Ивана.
Антон по телефону просит Субботина разобраться в деле Ивана. Субботин никак и ничего не может объяснить и ничего не обещает.
Антон и Лиза приглашают Агату переехать к ним, Антон говорит, что всё будет хорошо. Но Агата отказывается от их предложения, возвращается домой и каждый день выходит на дорогу, чтобы встречать Ивана. Но его всё нет и нет.
Секретарь обкома Субботин, спасая старого друга Кружилина от возможных преследований, организует его перевод в Ойротию (Горный Алтай).
Между Сёмкой Савельевым и Веркой Инютиной, кажется, возникают любовные отношения.
Вместо Кружилина секретарём райкома становится Полипов. Он круто завинчивает гайки и нещадно выгребает по хлебозаготовкам из колхозов даже семенной фонд.
В партии, в том числе среди коммунистов Шантарского района, устраиваются массовые чистки. Для упрочения своего положения этим пытается воспользоваться Полипов. Это прекрасно понимают члены бюро райкома, но противостоять Полипову не могут — в своих интересах он использует органы НКВД и Якова Алейникова.
Алейников, уверенный в своей позиции честного коммуниста, по навету Полипова арестовывает Хлебникова. Испугавшись вопроса Баулина, поинтересовавшегося при Кошкине, каким образом Полипову удалось освободиться из камеры смертников (о чём всё время упоминает Полипов), Пётр Петрович угрожает лишить членства в партии Баулина и Кошкина за их якобы плохое руководство хозяйственными организациями района, что неминуемо также может привести к их аресту с более трагичными для них последствиями.
Алейников рассказывает Полипову о помощнике Лахновского — Косоротове, который до сих пор скрывается неизвестно где.
В Шантаре устраивается субботник по строительству различных объектов, на который сходятся все жители.
Анфиса и Фёдор продолжают свои любовные отношения. Это всё больше угнетает Кирьяна.
Алейников арестовывает Косоротова, живущего под фамилией Огородникова. Этот арест видят удочерённая Косоротовым Маня Огородникова и Вера Инютина.
От Мани Огородниковой, как от дочери арестованного «врага народа» отворачиваются учителя и школьники. И только директор школы при вручении аттестата зрелости поздравляет Маню с этим событием. Вера Инютина вроде бы не оставляет Маню своим вниманием, хотя на торжестве даже не села с ней рядом.
По результатам проверки организаций, возглавляемых Кошкиным и Баулиным, Полипов устраивает бюро райкома. Баулин и Кошкин убедительно доказывают, что Полипов фактически гробит колхозы и район в целом. Полипов прямо говорит о необходимости исключения из партии Баулина и Кошкина, но члены бюро райкома восстают против позиции Полипова.
Позицию бюро райкома поддерживает и Алейников. В то же время Полипов продолжает гнуть свою линию и просит Алейникова «приглядеться повнимательней» к Баулину и Кошкину.
Жена Алейникова пытается убедить его в том, что ему нужно уйти из НКВД. Она говорит Якову, что он на самом деле арестовывает не врагов, и что его просто использует Полипов в своих интересах.
Во время этого разговора по телефону сообщают что в Михайловке случился пожар на полях, сгорел комбайн, хлеб и сильно обгорел Сёмка Савельев, работавший помощником комбайнёра — Фёдора Савельева. Аникей Елизаров, являющийся осведомителем НКВД, доложил, что комбайн сжёг Фёдор Савельев. Алейников и его жена (она врач) выезжают в Михайловку.
Сёмка рассказывает жене Алейникова, что в прицеп комбайна с соломой ударила молния. Это подтверждает и Кирьян Инютин.
Версия о вредительстве не подтверждается, хотя Аникей Елизаров и старается убедить в этом Алейникова.
Фёдор готов уже к аресту, однако Алейников не арестовывает его и уезжает.
Вера Инютина продолжает отношения с Сёмкой, но, по всей видимости, никаких серьёзных намерений по отношению к нему не имеет. Семён, между тем, серьёзно увлечён Верой.
Алейникову звонит следователь областного управления НКВД и интересуется Баулиным и Кошкиным: по докладу Полипова на областной конференции их деятельность может быть признана вредительской и антисоветской. Алейников отвечает, что это честные и преданные делу социализма люди, он с ними партизанил и хорошо их знает.
Полипов со своей стороны убеждает Алейникова «поговорить» с Баулиным и Кошкиным в его кабинете.
Во время этого разговора Баулин и Кошкин снова доказывают Якову, что он нарушает закон, по наветам Полипова незаконно арестовывая людей, а сам Полипов тем временем фактически гробит район. Они также говорят, что Алейников используется Полиповым в своих интересах. Алейников в ответ напыщенно говорит о своей преданности делу революции и обеспечения безопасности социалистического государства.
После этого разговора от Алейникова уходит жена — она не желает жить с человеком, жестокость которого она не может понять.
С Полиповым, приехавшим в Новосибирск, беседует секретарь обкома Субботин. Полипов хвастается о перевыполнении планов госпоставок. В то же время Субботин обращает внимание Полипова на последнее постановление Пленума ЦК ВКП(б), в котором говорится о недопустимости огульных репрессий против членов партии, чем в последнее время и занимается Полипов. Субботин говорит о необходимости наведения порядка в партийных организациях.
В ответ на издевательское замечание Полипова, что Субботин «может и сгореть на работе», Субботин сообщает ему, что бюро обкома приняло решение о проверке работы всех партийных организаций области, и начать решили с Шантарского района, первым секретарём райкома в котором является Полипов.

#### 9 серия — «Война!»
Агата всё время ходит на дорогу и ожидает возвращения Ивана. Кружилина отзывают из Ойротии и назначают секретарём райкома в Шантару вместо Полипова. Полипова оставляют в Шантаре председателем райисполкома. Субботин прямо говорит Кружилину, что в Шантаре дела неблагополучны. Дела в мире тоже не вселяют особых надежд на благополучие — фашизм подполз к самым границам СССР.
Первая же поездка Кружилина в качестве партийного секретаря была в Михайловку, где он встретился с Агатой и сыном Ивана Володей. Состоялась и встреча Кружилина с Панкратом Назаровым. Эта встреча убедила Поликарпа, что дела в колхозах Шантарского района обстоят хуже некуда. Назаров сначала относится к Кружилину настороженно, но затем постепенно открывает председателю райкома истинную картину: Полипов фактически погубил все хозяйства района, однако отчётность района — всегда самая лучшая, и район на первом месте по цифрам. Колхозы обирались, всё выметалось подчистую, колхозы оставались без фуража, да и без натуроплаты колхозникам.
Кружилин раздумывает, как поправить положение.
Воскресенье, 22 июня 1941 года. Дети Анны и Фёдора собираются на воскресную рыбалку. При этом между Семёном и Фёдором происходит серьёзный разговор, во время которого Семён говорит отцу, что тот вроде бы и помощь людям оказывает, но на копейку, а требует на рубль и больше.
Фёдор по-прежнему изменяет жене с Анфисой, перед отъездом с Кирьяном в МТС он назначает Анфисе новое свидание.
Вера Инютина работает в райкоме секретарём-машинисткой.
Алейников приходит в райком к Кружилину. Поликарп никак не может дозвониться ни до одного секретаря обкома. Кружилин говорит Алейникову, что ему нужно готовиться к выступлению на партактиве и он не может сейчас с ним говорить. Яков сообщает Поликарпу, что Ивана Савельева освободили из тюрьмы, и не сегодня-завтра он будет дома. Алейников теперь уже сам не уверен, правильно ли он поступил с Иваном и другими арестованными им. Поликарп не хочет говорить с Яковом на эту тему.
На вопрос Алейникова как Поликарпу работается с Полиповым, тот отвечает уклончиво. Яков говорит, что ему нужна помощь машинистки, и Кружилин предлагает ему поговорить с Верой Инютиной.
Агата вновь выходит на дорогу в ожидании возвращения Ивана.
На этот раз ожидание её заканчивается радостью: вдали она видит человека, в котором узнаёт Ивана. Их встреча происходит под проливным грозовым дождём, обрушившимся неожиданно. Ушедший дождь развешивает над степью и лесом радугу. А Иван с Агатой всё говорят и говорят — как Иван жаворонков в бараке вспоминал, как жила Агата с детьми, как Агата назвала дочь, которую Иван даже и не видел с самого рождения, и не знал, кто родился — дочь или сын.
И вот встреча Ивана с детишками, которые даже не могут узнать отца. Отец вручает детишкам скромные подарки и ласкает детей. Больно бьёт по сердцу Ивана вопрос Володи: «А ты больше не враг народа?» Мальчик никак не может понять, если отец не враг, то за что же в таком случае он сидел в тюрьме. Иван не может сразу ответить на этот вопрос.
Приходит Панкрат Назаров, приветствует Ивана, поздравляет с возвращением, сначала заводит ничего не значащий разговор. Затем Панкрат отсылает Агату и спрашивает Ивана, как же он теперь думает жить и относиться к людям. Потом он говорит, что даже при такой жизни, как у Ивана, ему следует крепиться и не держать зла, а самое главное не грешить.
Иван рассказывает, что в лагерях он был вместе с Косоротовым, сыном полковника Зубова и Макаром Кафтановым.
Панкрат говорит, что раз Алейников на эти дела поставлен, должен разбираться во всем досконально. Иван же доказывает Панкрату, что и таким как Алейникову не всегда можно разобраться, когда даже он с братом Фёдором не могут распутаться. Иван говорит, что зла на Алейникова не держит.
Субботин из Новосибирска дозванивается Кружилину на домашний телефон. Поликарп пытается узнать у Субботина, кто из обкома приедет в Шантару на партактив. Однако Субботин говорит, чтобы срочно собрали членов бюро — в 4 часа дня будет важное правительственное сообщение. После разговора с Субботиным телефонистка кричит Кружилину, что началась война — все телефонистки в Москве об этом знают с утра.
Сёмка Савельев и Верка Инютина отдыхают на реке и ничего не знают о том, что война уже пришла в страну. Сёмка не уверен, что он действительно любит Веру, он сомневается, нужна ли их свадьба, и, может быть, стоит отложить женитьбу.
Члены бюро Шантарского райкома и вся страна слушают заявление Советского правительства о нападении Германии на Советский Союз.
Агата прибегает к Панкрату и Ивану и сообщает им, что началась война. Иван понимает, что ему, скорее всего, предстоит ещё одна разлука с женой и детьми.
После окончания сообщения Поликарп проводит первое военное заседание бюро райкома.
Сёмка и Вера возвращаются с реки и Колька Инютин сообщает им, что началась война с немцами.
У военкомата собираются мужчины, среди которых и Семён.
Аникей Елизаров между тем просит Алейникова, чтобы тот дал ему рекомендацию на службу в милицию. Алейников отсылает его к начальнику милиции.
Анна тревожится о Семёне, которого могут взять в армию.
Фёдор спрашивает Анну, действительно ли вернулся Иван, а затем под предлогом, что ему нужно покурить, пытается выйти к Анфисе. Анна прямо говорит ему, что хотела бы, чтобы Фёдора забрали на войну и там убили. Фёдор уходит на свидание к Анфисе.
Вернувшуюся со свидания с Фёдором Анфису, которая тайком пытается пробраться в постель, дома встречает Кирьян.
Он почти спокоен — вся злость уже сгорела. Он только спрашивает, за что же она так «по-собачьи» любит Фёдора. Анфиса бросает Кирьяну, что, мол, только он «может любить по-человечески», и Кирьян спокойно подтверждает, что он любит именно по-человечески. Кирьян признаётся Анфисе, что именно он свёл колхозных коней к цыганам и помог Фёдору засадить Ивана, теперь он жалеет Ивана и переживает, что он так с ним поступил. Кирьян уже всё решил: он хочет уйти на войну и погибнуть там. Даже если этого не случится, говорит он, после окончания войны возвращаться к Анфисе он не будет.
По всему фронту гремят бои.

#### 10 серия — «Тревожные дни и ночи»
В Шантару прибывают эшелоны с большим числом эвакуированных, которых с трудом удаётся расселить. Вскоре туда же эвакуируют завод сельхозмашин с рабочими и их семьями. Пустить завод приказано в кратчайшие сроки, практически, на пустом месте. Главный инженер завода Иван Иванович Хохлов возглавляет эти работы. Яков Алейников, влюбившись в Веру, приходит к Инютиным свататься. Поступает директива по перепрофилированию завода для нужд фронта. Приезжают специалисты, среди которых и Антон Савельев, назначенный директором. Он рассказывает о том, что был в плену с Петром Зубовым, сыном убитого полковника. И вдруг он видит его здесь, на станции. Алейников обещает арестовать предателя.

#### 11 серия — «Перед штурмом»
Антон Савельев приглашает в гости своих братьев — Ивана и Фёдора. Но попытка примирения кончается скандалом. На фронт от семейных проблем, тайком сбегает Кирьян Инютин. Председатель райисполкома Полипов жалуется в обком на самоуправство председателя колхоза «Красный партизан» Панкрата Назарова, засеявшего поля рожью вместо пшеницы. Субботин с Кружилиным едут в колхоз и убеждаются в правоте старого председателя.

#### 12 серия — «Судьбы человеческие»
Алейников арестовывает Петра Зубова и Макара Кафтанова и расстаётся с Верой, поняв, что любовь к ней не может изменить его ошибок в прошлом. Фёдор решает уйти от Анны, но, придя к Анфисе, получает от ворот поворот — она говорит, что будет ждать мужа. Завод, ценой неимоверных человеческих усилий, в намеченный срок выдаёт первую продукцию. На фронт уходят Семён и Иван Савельевы. Алейников предлагает Петру Зубову «кровью искупить вину перед Родиной».

### Фильм второй

#### 1 (13) серия — «Огнём крещённые»
Идёт 1942 год. В Шантаре на складе снарядов случается пожар, при тушении которого погибает Антон Савельев. Иван и Семён Савельевы вместе попадают на фронт в танковую бригаду. В первом же бою их экипаж подбивает 5 вражеских танков. Фёдор Савельев, окончательно запутавшись в жизни, уходит на фронт. Воинская часть, куда он попал, терпит в бою поражение. Фёдор сдаётся в плен.

#### 2 (14) серия — «Опалённая любовь»
На передовой во время затишья Семён знакомится с Ольгой Королёвой, связной партизанского отряда, на глазах которой немцы убили мать. Кирьян Инютин, лишившись на войне обеих ног, пытается в госпитале покончить с собой. Фёдор попал в плен к немцам и стал служить полицаем у «старого знакомого» — бывшего следователя царской охранки, а ныне подполковника абвера Лахновского. Лахновский узнаёт о том, что где-то поблизости в армейской газете работает Пётр Полипов, которого он когда-то завербовал и сделал провокатором. Он решает найти Полипова.
Прибывший на фронт Яков Алейников разговаривает с неким капитаном Валентиком. Вдруг вмешивается Ольга, которая сообщает, что видела этого Валентика с немцами. Алейников убеждается, что перед ним действительно немецкий агент, но Валентику удаётся совершить побег.

#### 3 (15) серия — «Огонь и пепел»
Яков Алейников, попав на фронте в военную контрразведку, встречает своего «крестника» — Петра Зубова, которому когда-то помог найти честную дорогу в жизни. Яков готовит рейд в тыл противника и встречает другого «крестника» — Ивана Савельева, которого в прошлом посадил в тюрьму. Иван рассказывает, что без вести пропал в бою его племянник Семён. Алейников же сообщает Ивану о том, что Фёдор служит карателем у немцев. Иван решает идти на задание с отрядом Алейникова.
На фронт с редакцией газеты приезжает Полипов. По приказу Лахновского Валентик обманом завлекает его с собой и переводит через линию фронта. Происходит встреча Полипова с Лахновским. Лахновский рассказывает Полипову о том, как западный капиталистический мир задумывает разрушить Советский Союз и силу его народа, основываясь на низких корыстных мотивах. Валентик отводит Полипова обратно за линию фронта.
| — Вот закончится война, все как-то утрясётся, успокоится… Тогда и начнётся настоящая борьба! За нами идеологическая машина всего остального мира! Да, и многие из твоих соотечественников будут нам в этом активно помогать! — Я не думаю, что вы найдёте много активных помощников… — Мы найдём… Нет! Мы их воспитаем! Мы их наделаем столько, сколько нам будет нужно! Деньги сделают все! Мы подорвём монолит вашего общества! Вот войну за души людей мы выиграем! — разговор Лахновского и Полипова |

#### 4 (16) серия — «Противостояние»
При нападении отряда Алейникова на базу абвера, Лахновский со своими людьми и Фёдором пытаются скрыться. По пути Лахновский подворачивает ногу, и Валентик убивает его как нежелательного важного свидетеля ― при неминуемом пленении и допросе советской разведкой. Завязывается ожесточённый бой между партизанами и гитлеровцами, в ходе которого встречаются братья Савельевы, воюющие по разные стороны. Иван убивает Фёдора. Во время затишья Ольга Королёва рассказывает Ивану, что носит под сердцем ребёнка пропавшего Семёна. Семён же, в бессознательном состоянии попавший в плен, вместе с Петром Зубовым и Максимом Назаровым, сыном Панкрата Назарова, оказывается в концлагере Бухенвальд, в лагерной штрафной роте под командованием изувера-унтершарфюрера Айзеля. Кирьян Инютин, на войне лишившись ног, по поездам просит подаяние — он не захотел вернуться домой. Секретарь обкома Субботин, узнав о гибели последнего, — среднего сына, умирает прямо во время своего же выступления на партийном активе. До этого Субботин в разговоре с Кружилиным предупреждал его насчёт Полипова: «Я бы ему не то что обком, колхоз бы не доверил. Да что там колхоз, даже колхозную бригаду. Нельзя ему этого доверять. Когда будет надо, припомни этот наш разговор».

#### 5 (17) серия — «Боль и гнев»
Вдова погибшего на пожаре Антона Савельева Лиза умирает от сердечного приступа после ссоры с женой Полипова Полиной, дочерью Лахновского, от которой безуспешно пыталась добиться правды о предательстве её мужа. Анфиса, получив известие о Кирьяне, находит его и с великой радостью увозит домой. Жена Ивана Савельева Агата погибает от рук бандитов, воровавших колхозное сено. После её гибели с фронта возвращается Иван, потерявший правую руку, а также Полипов, который просит Кружилина помочь ему устроиться на прежнее место в райком. Кружилин, вспоминая тот разговор с Субботиным, категорически возражает. И в обкоме Поликарп Матвеевич настойчиво выступает против назначения Полипова на должность секретаря райкома, однако того всё равно назначают.

#### 6 (18) серия — «Совесть»
1957 год. Полипов вновь секретарь Шантарского райкома партии, а сын Поликарпа Кружилина Василий стал редактором районной газеты. Иван Савельев — председатель колхоза «Красный партизан», а Поликарп — парторг колхоза. Иван и Кружилин-старший конфликтуют с Полиповым по поводу передовых методов сельского хозяйства. Безногий Кирьян Инютин вернулся к полноценной жизни, он работает в колхозе счетоводом; Анфиса окружила его любовью и заботой, в семье у них всё благополучно, подрастает третий ребёнок. Отсидев за предательство, возвращается в село сын Назарова Максим. Не получив отцовского прощения, он кончает с собой, а отец, не сумевший простить предательства, но любящий сына, умирает на его могиле. Приезжает Пётр Зубов и рассказывает о Семёне, с которым его развела судьба после концлагеря.

#### 7 (19) серия — «Бессмертие»
1961 год. В Михайловку приезжает Ольга Королёва с дочерью. Иван ведёт их к матери Семёна Анне, где Ольга рассказывает о Якове Алейникове, историю его борьбы с возглавлявшимися Валентиком украинскими националистами и гибели от их рук: Якова заживо сожгли. Однако Ольга не в силах открыть Анне тайну рождения своей дочери. Вскоре Анне приходит письмо из Норвегии, где после побега из концлагеря воевал и погиб Семён. Анна и Дмитрий едут в Норвегию на могилу Семёна. Полипов узнаёт о процессе в Киеве над украинскими националистами, где в том числе осуждён Валентик. В ходе этого процесса всплывает фамилия Полипова и обком партии проводит расследование. Выясняется факт сотрудничества Полипова с царской охранкой и его исключают из партии. Сын Поликарпа Кружилина становится председателем колхоза «Красный партизан», а сын Фёдора Савельева Дмитрий получает письмо от Ганки с предложением приехать.

## В ролях
| # А Б В Г Д Е Ё Ж З И К Л М Н О П Р С Т У Ф Х Ц Ч Ш Щ Э Ю Я |

### А
- Алексеев, Алексей Петрович — Николаев, директор школы
- Астахов, Никита Сергеевич — Макар Михайлович Кафтанов
- Андреев, Сергей — Антон Савельев в детстве / Юрий Антонович Савельев, сын Антона

### Б
- Березуцкая, Валентина Фёдоровна — жена Демьяна Инютина, мать Кирьяна
- Базин, Виталий Васильевич — Максим Панкратович Назаров, сын Панкрата Назарова
- Басилашвили, Олег Валерианович — Арнольд Михайлович Лахновский, офицер царской охранки, позднее офицер абвера
- Безрукавый, Евгений Гаврилович — Егор Кузьмич Алифанов, танкист
- Бирюков, Владлен Егорович — Яков Николаевич Алейников
- Битюков, Борис Валентинович — Савчук
- Борисов, Владимир Владимирович — Семён Фёдорович Савельев, старший сын Фёдора и Анны Савельевых
- Бриллинг, Николай Аркадьевич — Рудольф Бергер, зондерфюрер, руководитель разведцентра абвера
- Брылеев, Валентин Андреевич — эпизод (10-я серия)
- Бунина, Ирина Алексеевна — Лукерья Кашкарова, любовница Кафтанова
- Буренков, Евгений Дмитриевич — Корней Баулин

### В
- Валиков, Фёдор Михайлович — Евсей Григорьевич Галаншин
- Вальтер, Эльдор — Сигвард Эстенген, норвежский партизан
- Ванин, Алексей Захарович — Василий, шахтёр
- Василькова, Зоя Николаевна — Дарья
- Вельяминов, Пётр Сергеевич — Поликарп Матвеевич Кружилин
- Виролайнен, Любовь Ивановна — Ольга Петровна Королёва (в последней, 19-й, серии, действие в которой происходит после войны)
- Воркуль, Зинаида Венедиктовна — Марковна, гардеробщица в райкоме партии
- Выцневский, Арно — Айзель, унтершарфюрер СС в концлагере

### Г
- Гуляев, Владимир Леонидович — Григорьев, военком Шантарского района
- Гуров, Евгений Алексеевич — Евгений Алексеевич, эвакуированный, доктор физико-математических наук
- Гусев, Юрий Евгеньевич — Пётр Владимирович/Георгиевич/Викентьевич Зубов, сын полковника Зубова

### Д
- Дадыко, Михаил Сергеевич — Михаил Косоротов (он же Ерофей Кузьмич Огородников)
- Данилова, Александра Сергеевна — мать Кружилина
- Данильченко, Светлана Фёдоровна — жена Кружилина
- Дегтярёва, Тамара Васильевна — Агата Гавриловна Савельева, жена Ивана Савельева
- Должанов, Пётр Васильевич — Пётр Полипов, отец Полипова
- Долженков, Валерий Михайлович — убийца Агаты
- Драпеко, Елена Григорьевна — Вера Кирьяновна Инютина, дочь Кирьяна и Анфисы Инютиных
- Друзь, Яна Андреевна — Антонина, повариха
- Дупак, Николай Лукьянович — Дмитрий Дмитриевич Филимонов, секретарь обкома

### Е
- Ерёменко, Николай Николаевич (старший) — Иван Михайлович Субботин

### Ж
- Жарова, Маргарита Васильевна — гостья (2-я серия)
- Жеваго, Иван Семёнович
- Жемчужная, Екатерина Андреевна — Зорица

### З
- Забелин, Константин Константинович — унтер Дорофеев
- Заманский, Владимир Петрович — Фёдор Фёдорович Нечаев, главный инженер военного завода
- Земляникин, Владимир Михайлович — Григорий Митрофанович Савельев, сын Митрофана

### И
- Иванов, Борис Владимирович — белогвардейский генерал
- Иванов, Владимир Владимирович — Тищенко, следователь НКВД
- Иванов, Николай Николаевич — Иван Силантьевич Савельев
- Игнатов, Алексей Борисович — Владимир Иванович Савельев, сын Ивана Савельева и Агаты
- Ищенко Лада Олеговна — старуха в землянке

### К
- Карельских, Евгений Константинович — Валентин Губарев, капитан Красной армии
- Козел, Владимир Георгиевич — полковник Владимир/Георгий/Викентий Георгиевич Зубов
- Козлёнкова, Клавдия Прокофьевна — Ульяна Фёдоровна Савельева, жена Митрофана
- Кокшенов, Михаил Михайлович — Аркадий Молчун
- Комаров, Игорь — Пётр Полипов в детстве
- Коновалова, Светлана Сергеевна — жена Кафтанова
- Кончакова, Антонина Ивановна (7-я серия) — Валентина Петровна
- Копелян, Ефим Захарович — Михаил Лукич Кафтанов
- Корзун, Василий Иванович — первый секретарь обкома
- Косых, Иван Сергеевич — милиционер
- Кремнёва, Мария Николаевна — Марья Фирсовна, мать Ганки
- Кузнецова, Вера Андреевна — Глафира Дементьевна Пучкова, санитарка в госпитале
- Кузьмина, Елена Фёдоровна — Евдошиха
- Куксин, Валерий Владимирович — Вахромеев, танкист
- Купцов, Иван — Фёдор Савельев в детстве
- Купцов, Олег — Иван Савельев в детстве
- Кустинская, Наталья Николаевна — Полина Арнольдовна Лахновская (Полипова, Малыгина), дочь Лахновского
- Кутузов, Николай Николаевич — тощий купец

### Л
- Лапиков, Иван Герасимович — Панкрат Григорьевич Назаров
- Лахин, Юрий Николаевич — Василий Поликарпович Кружилин, сын Поликарпа Кружилина
- Лебедев, Николай Сергеевич — Митрофан Иванович Савельев, брат Силантия Савельева
- Лебедева, Татьяна Николаевна — Лика Аркадьевна Шипова
- Левченко, Галина Порфирьевна — делегат
- Любешкин, Пётр Владимирович — Силантий Иванович Савельев, отец братьев Савельевых

### М
- Малышев, Валерий Александрович — Виктор Сергеевич Малыгин, муж Полины Лахновской
- Маркина, Ольга Александровна — эпизод
- Маркова, Римма Васильевна — Василиса
- Мартынов, Андрей Леонидович — Кирьян Демьянович Инютин
- Матвеева, Альбина Борисовна — Галина Алейникова, жена Алейникова
- Миронов, Алексей Иванович — Аникей Елизаров
- Михеев, Николай Александрович — Демьян Инютин, отец Кирьяна
- Мищенко, Василий Константинович — Григорий Ерёменко, шофёр Алейникова
- Мокшанцев, Олег Евгеньевич — командир партизанского отряда
- Муратов, Раднэр Зинятович — Магомедов
- Михин, Станислав Николаевич — шахтёр в поезде

### Н
- Науменко, Ольга Николаевна — Варвара, подруга Мани
- Нищёнкин, Артур Петрович — член партбюро
- Негреева-Цесляк, Лариса Владимировна

### О
- Орловский, Дмитрий Дмитриевич — Филат Филатович (4 (16) серия — «Противостояние»)

### П
- Пеньков, Николай Васильевич — Валентик Сидоренко / Григорий Егорович Кузин
- Петров, Андрей Алексеевич — Засухин
- Приходько, Владимир Иванович — охранник в тюрьме

### Р
- Роговцева, Ада Николаевна — Анна Михайловна Кафтанова (Савельева), жена Фёдора Савельева
- Румянцева, Алевтина Алексеевна — Матрёна Назарова, жена Панкрата Назарова

### С
- Савина, Ирина Вадимовна — Елизавета Захарова в юности
- Савосин, Олег Иванович — Михась
- Селивёрстова, Наталия Алексеевна — Елизавета Никандровна Захарова (Савельева), жена Антона Савельева
- Селютина, Любовь Семёновна — Зоя (14-я серия)
- Сергиенко, Владимир Иванович — Хлебников
- Серебряков, Алексей Валерьевич — Дмитрий Савельев в юности, средний сын Фёдора и Анны Савельевых
- Сёмина, Тамара Петровна — Анфиса Михайловна Инютина, жена Кирьяна Инютина
- Сигарева, Татьяна — Мария Ерофеевна Огородникова
- Сирина, Ольга Ивановна — Ирина Семёновна Савельева, дочь Ольги Королёвой и Семёна Савельева
- Скворцова, Мария Савельевна — мать Аркадия Молчуна
- Смирнов, Юрий Николаевич — Пётр Петрович Полипов
- Соболевская, Манефа Владимировна — Устинья Савельева, мать братьев Савельевых
- Спиридонов, Вадим Семёнович — Фёдор Силантьевич Савельев
- Стриженова, Любовь Васильевна — Капитолина

### Т
- Тарасова, Ксения Ивановна — старуха в землянке
- Трутнев, Леонид Анатольевич (18-я серия) — Николай, Дашин жених

### У
- Уральский, Виктор Владимирович — эпизод
- Устюжанинов, Анатолий Иванович — Данила Иванович Кошкин

### Х
- Хабарова, Клавдия Ивановна — Макаровна
- Харитонов, Леонид Владимирович — Егор Кузьмич Дедюхин, командир танкового экипажа
- Харитонова, Александра Григорьевна — член бюро райкома (7 — 9, 11 серии)
- Харченко, Сергей Васильевич — Иван Иванович Хохлов, главный инженер сельхоззавода, председатель райисполкома
- Хитров, Станислав Николаевич — эпизод
- Хлевинский, Валерий Михайлович — Антон Силантьевич Савельев
- Хромушкин, Валерий Георгиевич — Дмитрий Фёдорович Савельев, средний сын Фёдора и Анны Савельевых

### Ш
- Шаповалова, Лариса Ивановна — молодая Ольга Королёва (во время войны)
- Шостко, Галина Петровна — учительница
- Шульгин, Виктор Сергеевич — Виктор Сергеевич, прораб

### Я
- Яренко, Тамара Григорьевна — домработница Полипова (2-я серия)
- Январёв, Александр Иванович — пассажир поезда (8-я серия)

## Съёмочная группа
Режиссёры
- Краснопольский, Владимир Аркадьевич
- Усков, Валерий Иванович

Авторы сценария
- Исаев, Константин Фёдорович
- Иванов, Анатолий Степанович

Операторы-постановщики
- Минаев, Владимир Иванович
- Емельянов, Пётр Григорьевич

Художники-постановщики
- Маркин, Николай Александрович
- Кирс, Владимир Тимофеевич

## Музыка и песни
В фильме прозвучали песни в исполнении Галины Булгаковой и Радика Гареева:
- «Как прекрасна жизнь!» (муз. Л. Афанасьева, сл. И. Шаферана) — вышла в финал фестиваля «Песня-85»;
- «Земля родная, помни нас» (муз. Л. Афанасьева, сл. И. Шаферана);
- «Стану я черёмухой» (муз. Л. Афанасьева, сл. В. Бокова);

В начале 5 серии («В каменном мешке») звучит первая в сериале песня «Родимая земля» (точнее — первый её вариант, посвящённый Гражданской войне).
В начале 9 серии («Война!») впервые звучит песня «Вечный зов родной земли» (муз. Л. Афанасьева, сл. В. Фирсова).
В начале 10 серии («Тревожные дни и ночи») звучит второй вариант песни — «Родимая земля» (посвящённый Великой Отечественной войне).
12 серия первого фильма («Судьбы человеческие») завершается песней «Вечный зов родной земли».
19 серия (и весь сериал) завершается песней «Родина суровая и милая» (муз. Л. Афанасьева, сл. В. Фирсова).